# Von-der-Tann-Straße 11 (Bad Kissingen)

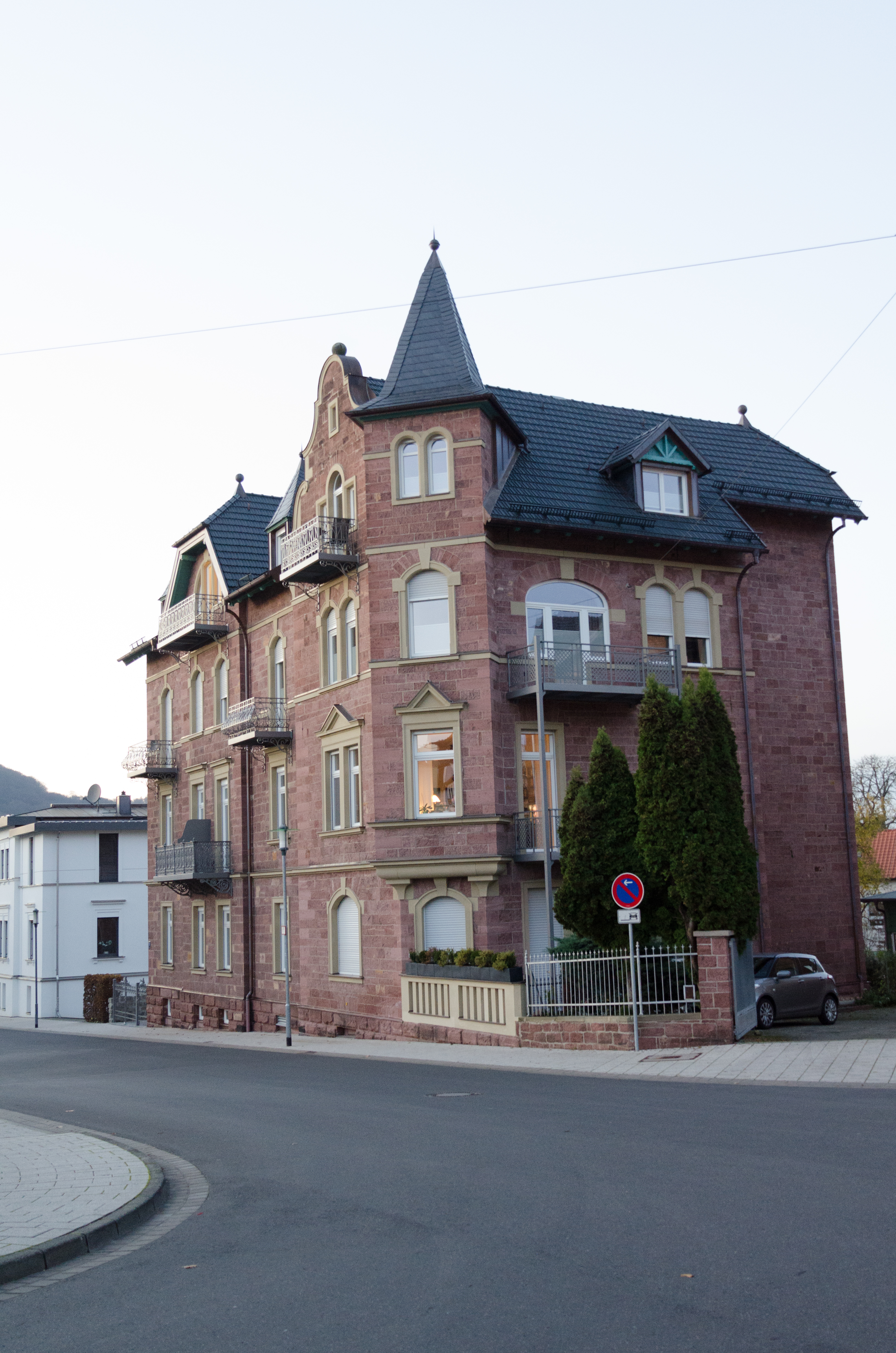
Von-der-Tann-Straße 11 in Bad Kissingen

Das Anwesen Von-der-Tann-Straße 11 in der Von-der-Tann-Straße in Bad Kissingen, der Großen Kreisstadt des unterfränkischen Landkreises Bad Kissingen, gehört zu den Bad Kissinger Baudenkmälern und ist unter der Nummer D-6-72-114-360 in der Bayerischen Denkmalliste registriert.

## Geschichte
Das Anwesen wurde in den Jahren 1903/04 als Kurpension vom Bad Kissinger Architekten Carl Krampf im historisierenden Stil errichtet. Es handelt sich um einen dreigeschossigen Rotsandsteinquaderbau mit Krüppelwalmdach, Grausandsteingliederung, Eckerker und Eisenbalkons. Im Formenapparat des Anwesens tritt die Neurenaissance in den Hintergrund; stattdessen äußert sich der gründerzeitliche Gruppenbau in Form einer Kombination von Architekturmotiven ohne Rücksicht auf eine ausgewogene Gesamtkomposition.
Zu dem Anwesen gehören ein zwei- bzw. eingeschossiger Rotsandsteinquaderbau mit Satteldach und Grausandsteingliederung über einem Hakengrundriss sowie ein Gartenhaus, ein eingeschossiger Ziegelbau mit Satteldach, Holzverkleidung und Bogenöffnungen. Heute befinden sich in dem Mietshaus Wohnungen.